# Semnostola arquatana
Semnostola arquatana är en fjärilsart som beskrevs av Kuznetsov 1988. Semnostola arquatana ingår i släktet Semnostola och familjen vecklare. Inga underarter finns listade i Catalogue of Life.